# 2014 en automobile
Pour un article plus général, voir Chronologie de l'automobile.

En 2014, le marché de l'automobile connaît une baisse des ventes. 
2013 en automobile - 2014 en automobile - 2015 en automobile

## Nouveaux modèles

### Europe

#### Allemagne
- BMW lance le Série 2 Active Tourer[2].

#### France
- Citroën dévoile le C4 Cactus[2],
- Renault Twingo se réinvente tandis que le Renault espace est revisité[2].
- La Peugeot 308 rivalise la Volkswagen Golf[2].

#### Royaume-Uni
- Jaguar présente sa berline XE[2]

#### Suède
- Volvo lance la seconde génération de son SUV avec le XC90[2].

### International

#### États-Unis
- Mustang se réinvente en coupé-cabriolet et avec un moteur V8[2].

#### Japon
- Mazda dévoile le nouveau MX-5